# Caldas de São Jorge
Caldas de São Jorge é uma vila portuguesa que foi sede da extinta Freguesia de Caldas de São Jorge do Município de Santa Maria da Feira, freguesia que tinha 4,70 km² de área e 2 716 habitantes (2011), e, portanto, uma densidade populacional de 577,9 hab./km².
A Freguesia de Caldas de São Jorge, que até 1985 se designava apenas de São Jorge, foi extinta (agregada), pela reorganização administrativa de 2012/2013, sendo o seu território agregado ao da Freguesia de Pigeiros sendo criada a União das Freguesias de Caldas de São Jorge e Pigeiros.
A povoação de Caldas de São Jorge foi elevada à categoria de vila em 1999.

## População
| Número de habitantes residentes | Número de habitantes residentes | Número de habitantes residentes | Número de habitantes residentes | Número de habitantes residentes | Número de habitantes residentes | Número de habitantes residentes | Número de habitantes residentes | Número de habitantes residentes | Número de habitantes residentes | Número de habitantes residentes | Número de habitantes residentes | Número de habitantes residentes | Número de habitantes residentes | Número de habitantes residentes |
| ------------------------------- | ------------------------------- | ------------------------------- | ------------------------------- | ------------------------------- | ------------------------------- | ------------------------------- | ------------------------------- | ------------------------------- | ------------------------------- | ------------------------------- | ------------------------------- | ------------------------------- | ------------------------------- | ------------------------------- |
| 1864                            | 1878                            | 1890                            | 1900                            | 1911                            | 1920                            | 1930                            | 1940                            | 1950                            | 1960                            | 1970                            | 1981                            | 1991                            | 2001                            | 2011                            |
| 596                             | 658                             | 751                             | 765                             | 894                             | 972                             | 1 154                           | 1 360                           | 1 613                           | 1 739                           | 1 833                           | 2 205                           | 2 199                           | 2 728                           | 2 716                           |

| Distribuição da População por Grupos etários | Distribuição da População por Grupos etários | Distribuição da População por Grupos etários | Distribuição da População por Grupos etários | Distribuição da População por Grupos etários | Distribuição da População por Grupos etários | Distribuição da População por Grupos etários | Distribuição da População por Grupos etários | Distribuição da População por Grupos etários | Distribuição da População por Grupos etários |
| -------------------------------------------- | -------------------------------------------- | -------------------------------------------- | -------------------------------------------- | -------------------------------------------- | -------------------------------------------- | -------------------------------------------- | -------------------------------------------- | -------------------------------------------- | -------------------------------------------- |
| Ano                                          | 0-14 Anos                                    | 15-24 Anos                                   | 25-64 Anos                                   | > 65 Anos                                    |                                              | 0-14 Anos                                    | 15-24 Anos                                   | 25-64 Anos                                   | > 65 Anos                                    |
| 2001                                         | 483                                          | 386                                          | 1522                                         | 337                                          |                                              | 17,7%                                        | 14,1%                                        | 55,8%                                        | 12,4%                                        |
| 2011                                         | 398                                          | 334                                          | 1529                                         | 455                                          |                                              | 14,7%                                        | 12,3%                                        | 56,3%                                        | 16,8%                                        |

## Património
- Termas das Caldas de São Jorge